# سرتنغ تمنك (باتاوة)
سرتنغ تمنك (بالفارسية: سرتنگ تمنک) هي قرية تقع في إيران في قسم باتاوة الريفي. يقدر عدد سكانها بـ 78 نسمة بحسب إحصاء 2016.